# Otto Drengwitz
Otto Drengwitz (* 19. April 1906 in Georgenburg, Landkreis Insterburg; † 18. Januar 1997 in Berlin) war ein deutscher Bildhauer.

## Leben
Drengwitz ließ sich von 1923 bis 1926 bei Alfred Jorende zum Holzbildhauer ausbilden. Danach besuchte er die Kunstakademie Königsberg, wo er seine Ausbildung bei Stanislaus Cauer vertiefte. Von 1930 bis 1938 arbeitete Drengwitz als freier Bildhauer in Insterburg. 1938 erfolgte seine Einberufung zum Militärdienst bei der Wehrmacht. Erst 1948 kehrte er aus der Kriegsgefangenschaft nach Berlin heim.

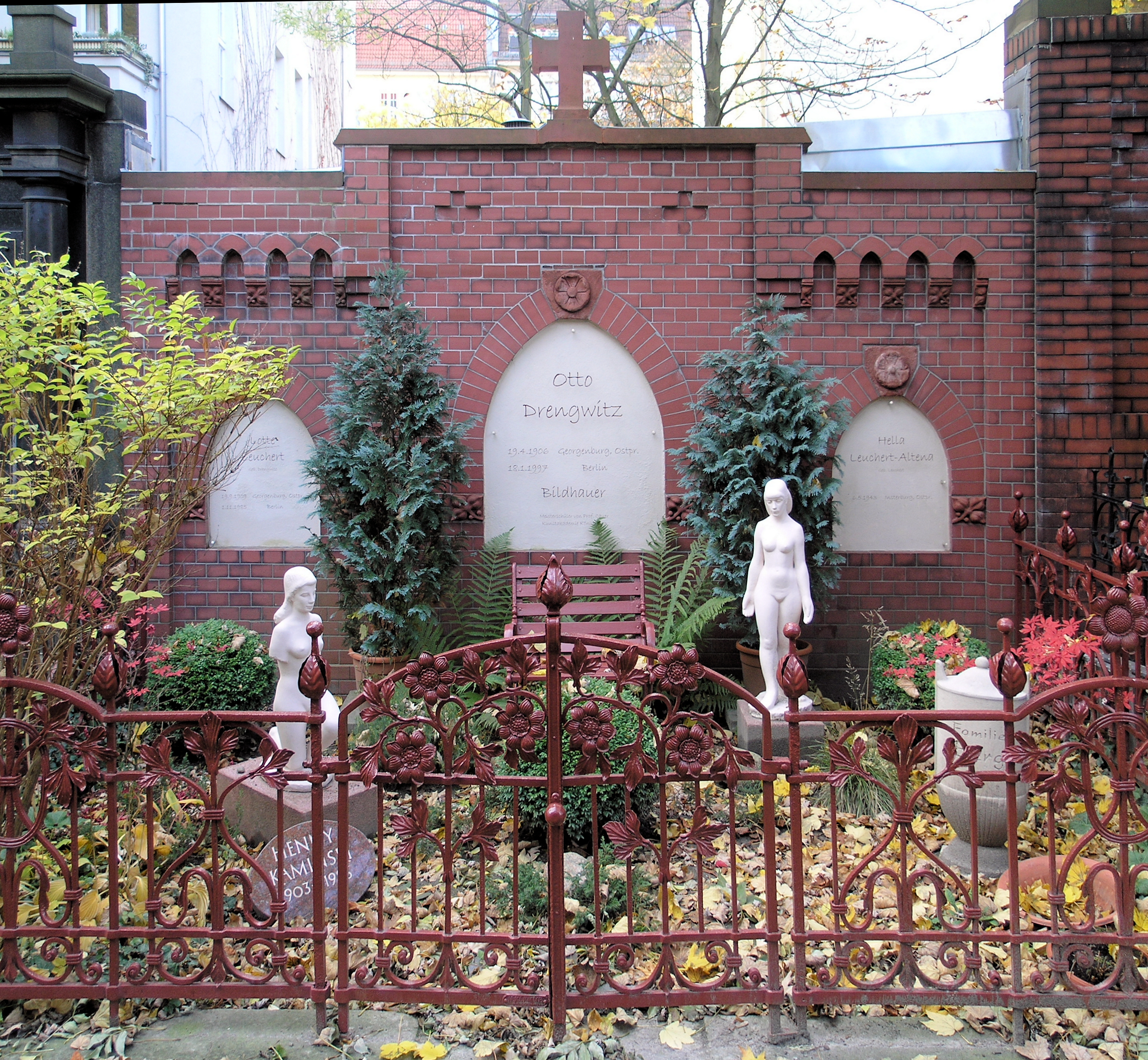
Drengwitz’ Grabstätte in Berlin-Friedenau

Drengwitz wurde auf dem Friedhof Schöneberg III in Berlin-Friedenau beigesetzt.

## Werk
Die in der ostpreußischen Zeit von Drengwitz entstandenen Werke – ein Christopheros für Goldap, ein Sämann für Insterburg, Bildnisköpfe, die 1928 in der Kunstakademie Königsberg ausgestellt waren, sowie eine Stillende Mutter, die 1935 in der Kunsthalle am Wrangelturm zu sehen war – sind vermutlich alle in den Kriegswirren untergegangen.
Nach dem Zweiten Weltkrieg führte Drengwitz Auftragsarbeiten für das Kunstamt in Berlin-Neukölln im Rahmen der Künstler-Nothilfe aus. So entstanden Bronze-Plastiken lokaler Persönlichkeiten, die heute noch im Heimatmuseum Neukölln zu sehen sind. Drengwitz arbeitete ferner einige Monate an einem der Kenotaph-Reliefs des Sowjetischen Ehrenmals im Treptower Park, dessen Motiv vorgegeben und von ihm lediglich in Stein umzusetzen war. Für die Deutsche Oper Berlin schuf er das Bühnenbild für die Aufführung des Rosenkavalier.

## Ausstellungen
- regelmäßige Beteiligung an der Freien Berliner Kunstausstellung unter dem Funkturm